# Manuel Vázquez Gallego
Manuel Vázquez Gallego (1930-1995) est un auteur espagnol de bande dessinée humoristique. Créateur de nombreuses séries jeunesse très populaires de l'Espagne franquiste d'après-guerre[Laquelle ?], c'était l'un des auteurs classiques les plus influents avec Francisco Ibáñez.